# A falta de pan
A falta de pan es un corto español de los directores Martin Rosete y Leixandre Froufe, protagonizado por los actores Álex Angulo, Carlos Álvarez-Nóvoa, y la actriz Amparo Baró.  

## Argumento
En la seca estepa castellana a finales de los cuarenta, cuando poder religioso y civil van de la mano, un Sujeto, máxima autoridad local, ve tambalearse sus principios por la llegada del Prójimo, un afilador forastero. Se retarán en un duelo dialéctico en tiempos en los que no hay pan para nadie; en que sólo quedan tortas... de ayer. 

## Reparto
- Álex Angulo, como Cristiano.
- Carlos Álvarez-Nóvoa, como afilador.
- Amparo Baró, como panadera.
- Santi Crespo
- Grego Richi
- José Legaza

## Premios

### Certamen Internacional de Cortos Ciudad de Soria
| Año  | Categoría           | Persona             | Resultado |
| ---- | ------------------- | ------------------- | --------- |
| 2005 | Mejor Fotografía    | Juan Carlos Gómez   | Ganador   |
| 2005 | Mejor Corto de Cine | Mejor Corto de Cine | Ganador   |